# Joseph de Jussieu
Joseph de Jussieu (Lyon, 3 de setembro de 1704 — Paris, 11 de abril de 1779) foi médico e botânico francês.

## Biografia
Irmão de Bernard e de Antoine de Jussieu, estudou medicina e ciências naturais em Lyon. Acompanhou, como botânico, Charles Marie de La Condamine, que dirigiu a expedição encarregada de medir no Peru o arco do meridiano. Permaneceu na América do Sul durante 36 anos continuando seus estudos naturalistas. Em 1758, foi admitido na Academia das Ciências de Paris.
Joseph de Jussieu retornou doente à França em 1771, e morre após alguns anos sem ter tido tempo para escrever as suas memórias. Apesar da perda de uma grande parte dos seus manuscritos e das suas coleções, enriqueceu consideravelmente os herbários do rei, atualmente preservados no Museu Nacional de História Natural de Paris. Foi ele que introduziu na Europa a espécie Cinchona officinalis, contribuindo enormemente para o conhecimento da quina, árvore donde se extrai a quinina.

## Publicações
- [1737 / 1936] (la + fr) [“Descriptio Arboris Kinakina”] (memórias inéditas de Joseph de Jussieu (1737), tradução sob a direção de Frédéric-Jérôme Pancier), Paris,1936, 45 p., em gallica